# ISO 3166-2:PG
ISO 3166-2:PG è uno standard ISO che definisce i codici geografici della Papua Nuova Guinea. 
Tali codici si riferiscono alle 20 province, alla regione autonoma di Bougainville e al distretto della Capitale Nazionale; essi sono formati dalla sigla PG-, seguita da tre lettere. 

## Lista dei codici
| Codice | Nome                        | Tipo di suddivisione       |
| ------ | --------------------------- | -------------------------- |
| PG-CPK | Chimbu                      | provincia                  |
| PG-CPM | Centrale                    | provincia                  |
| PG-EBR | Nuova Britannia Orientale   | provincia                  |
| PG-EHG | Altopiani Orientali         | provincia                  |
| PG-EPW | Enga                        | provincia                  |
| PG-ESW | Sepik Orientale             | provincia                  |
| PG-GPK | Golfo                       | provincia                  |
| PG-HLA | Hela                        | provincia                  |
| PG-JWK | Jiwaka                      | provincia                  |
| PG-MBA | Baia di Milne               | provincia                  |
| PG-MPL | Morobe                      | provincia                  |
| PG-MPM | Madang                      | provincia                  |
| PG-MRL | Manus                       | provincia                  |
| PG-NCD | Capitale Nazionale          | area incorporata/distretto |
| PG-NIK | Nuova Irlanda               | provincia                  |
| PG-NPP | Oro                         | provincia                  |
| PG-NSB | Bougainville                | regione autonoma           |
| PG-SAN | Sandaun                     | provincia                  |
| PG-SHM | Altopiani del Sud           | provincia                  |
| PG-WBK | Nuova Britannia Occidentale | provincia                  |
| PG-WHM | Altopiani Occidentali       | provincia                  |
| PG-WPD | Occidentale                 | provincia                  |